# Yvonne O'Byrne
Yvonne O'Byrne (Cork, 2 januari 1992) is een Ierse hockeyspeler.
O'Byrne begon op haar twaalfde met hockeyen. In januari 2014 speelde ze haar eerste interland in en tegen Spanje. Sinds 2008 speelt ze voor Cork Harlequins. Daarnaast kwam ze ook uit voor CIT Ladies HC.
O'Byrne maakte deel uit van het team dat tijdens het wereldkampioenschap van 2018 verliezend finalist was.